# Lagidium viscacia
Espèce
Statut de conservation UICN

 LC  : Préoccupation mineure
Le Lagidium viscacia ou viscache est un mammifère rongeur de la famille des Chinchillidés. C'est une viscache des montagnes d'Amérique du Sud, appelée pour cette raison souvent viscache des montagnes pour la distinguer de la viscache des plaines (Lagostomus maximus). Elle est parfois confondue de loin avec le chinchilla dont elle occupe le même type de territoire mais, contrairement à ce dernier qui est menacé de disparition, elle y est encore relativement abondante.